# فالتر شليغر
فالتر شليغر (بالألمانية: Walter Schleger)‏ (مواليد 19 سبتمبر 1929) هو لاعب كرة قدم. يلعب مع منتخب النمسا لكرة القدم. سبق له أن لعب في كأس العالم لكرة القدم مع منتخب بلاده.

## مسيرته الكروية
لعب فالتر شليغر خلال مسيرته الاحترافية مع ناديين في خمسة عشر موسمًا وسجل خلالها 117 هدف ضمن 380 مباراة. حيث فاز في ثلاثة مواسم بالكأس وفي أربعة مواسم بالدوري.
خاض فالتر شليغر مسيرته مع نادي فينر في موسم 1949–50 ولمدة موسمين، مشاركًا في 46 مباراة سجل خلالها 10 أهداف. ثم انتقل إلى نادي أوستريا فيينا في موسم 1951–52 ليلعب معه ثلاثة عشر موسمًا، حيث شارك في 334 مباراة سجل خلالها 107 هدف.

## روابط خارجية
- فالتر شليغر على موقع الاتحاد الدولي (مؤرشف)  (الإنجليزية)
- فالتر شليغر على موقع قاعدة بيانات كرة القدم.إي يو (الإنجليزية)
- فالتر شليغر على موقع ناشيونال فوتبول تيمز (الإنجليزية)